# Thelotornis usambaricus
Espèce
Thelotornis usambaricus  est une espèce de serpents de la famille des Colubridae.

## Répartition
Cette espèce se rencontre en Tanzanie et au Kenya.

## Description
C'est un serpent venimeux.

## Étymologie
Son nom d'espèce, usambaricus, lui a été donné en référence au lieu de sa découverte, la réserve naturelle Amani dans les monts Usambara.

## Publication originale
- Broadley, 2001 : A review of the genus Thelotornis A. Smith in eastern Africa, with the description of a new species from the Usambara mountains (Serpentes: Colubridae: Dispholidini). African Journal of Herpetology, vol. 50, n. 2, p. 53-70.